# 佐々木トメ
佐々木 トメ（ささき トメ、1844年〈弘化元年〉 - 1923年〈大正12年〉）は、日本の産婆（助産師）。名前は「とめ」や「登米」という表記も見られる。
経歴については不詳な点も多いが、北海道石狩市北生振での活動がよく知られている。

## 経歴

### 盛岡から月寒へ
1844年（弘化元年）、21世紀現在の岩手県盛岡市内に生まれる。旧姓は「たなかだて」という説がある。
1867年（慶応3年）、母親が盛岡で産婆業を始め、トメはそれに付き従って技術を習得した。
おそらく1868年（明治元年）ころ、佐々木巳之吉に嫁ぐ。
1871年（明治4年）、佐々木家は北海道開拓に向かう南部団体の一員として、札幌郡月寒村月寒西8番地に入植する。このときの家族構成は、トメ27歳、夫の巳之吉30歳、父の万助62歳、娘の以乃2歳という5人家族だった。
入植時点におけるトメの産婆業に関する記録はないが、月寒で需要があれば活動していた可能性はある。おそらくトメは月寒で最初、ひいては札幌で最初の産婆であったと、月寒史史料発掘会の斉藤忠一は指摘している。

### 盛岡への帰郷
1874年（明治7年）、トメは故郷の盛岡に帰り、母親のもとで産婆として働き始めた。
ただ、この年に制定された医制による規定では「産科医の資格を持つ40歳以上の人で、医師の指示を受けて産婆をする」とされており、トメは年齢を満たしていない。そのため実際には母親の助手のような立場にあったと考えられる。
1877年（明治10年）には本州で産婆業が公認されたが、それ以前から働いていた産婆も届け出あるいは出願によって「仮免許」や「免許鑑札」のもとで営業を続けられるという救済処置も定められていた。北海道でも同様の処置がとられていたようである。
そしてこの年、巳之吉が33歳の若さで死去し、トメは盛岡から月寒に戻ってきた。その後、数年間の記録はない。

### 試験解答不能
1883年（明治16年）に産婆取締規制が定められ、同年10月31日まで出願すれば無試験で営業許可が下りるとされており、公布が遅かったためその期限は11月末まで延長されていた。『札幌市立病院百年史』によると、この許可を得た者は札幌区内で若山ハナ等7名、各村からは今野ミツ等8名であり、その後の新規営業者には試験を課すようになった。
1884年（明治17年）7月、トメは市来知（いちきしり）の衛生委員である三浦定吉の家に寄留していた。どのような経緯でトメが月寒を離れたのかは明らかではないが、当時の市来知は幌内炭鉱の開鉱でにぎわう新興の町であり、人口の急増に伴って産婆の需要も高まっていたことが関係していると考えられる。トメが市来知で産婆業を営んでいた確証は何もないが、寄留先が衛生委員の家であることからの推測は成り立つ。
とは言え北海道でも年を追って医療制度が整備されていく中で、いつまでも無免許のまま産婆業を続けられるものではなく、トメは正式な許可を得るため札幌県に産婆営業願を提出して、試験を受けることにした。試験官を務めたのは札幌病院産科医長の三田村多仲である。その結果として、トメはただの1問も答弁することができず、落第してしまった。
実は当時の日本ではドイツ医学を取り入れており、産科術もその例外ではなく、教科書はドイツの医学書を翻訳したものが用いられていた。おそらくこの試験もドイツ医学に基づく内容であったと思われ、実地で経験を積んできたトメの知識とは著しくかけ離れた出題をされたことが落第の原因であったと推測される。
1885年（明治18年）6月、義父の万助が79歳で死去する。
同年9月、北海道では無産婆の町村であれば郡区長の申請により無試験でその地限りの産婆営業が許可されるようになった。トメがこの新制度に基づいて再出願をしたか否かは不明だが、後年「鑑札のようなものを持っていた」と孫のショウブが証言していることから、最終的には仮免許ないし限定免許の産婆として営業が可能となったと考えられる。

### 北生振入植
1901年（明治34年）、トメは娘婿の佐々木徳太郎一家とともに、石狩町北生振9線北23番地に入植する。
その後に佐々木家は生振8線北45番地に転居しているが、これは1903年（明治36年）に開設された石狩病院出張所の所在地である生振8線北43番地の至近であることから、産婆業は「医者の指示を仰ぐこと」とした医制の規定に則ったものと考えられる。
『石狩町女性史年表』によると1907年（明治40年）ころの本町地区に3人の産婆がいたとされるが詳細は不明であり、石狩町の産婆に関する最古の明確な記録は1910年（明治43年）の小樽新聞の報道にある「免許産婆関根能代子が石狩病院で開業」というものである。そのため入植時期を考えると、トメが石狩町最初の免許を持った産婆であったと言える。
トメは単に産婆として働くだけに留まらず、自らの知識や技術を地域の人々に伝授し、時には講習会のような集まりを開いて妊婦の相談に乗った。そのため北生振では、出産に伴う事故が減っていったといわれる。彼女に深く感謝した人々によって、1911年（明治44年）11月、紀念碑が建立される。

### 晩年
トメがいつまで産婆業を続けたのかは定かでないが、1913年（大正2年）に北生振から東の高岡76番地に転居している。
さらに美登位、また当別町美登江と転居を重ね、最後は札幌市の新琴似に住んだ。
1923年（大正12年）、79歳で没。ただ、札幌の月寒墓地にある「先祖代々佐々木家之墓」には「大正十二年十月二日 トメ八十二歳死亡」と刻まれている。

## 紀念碑

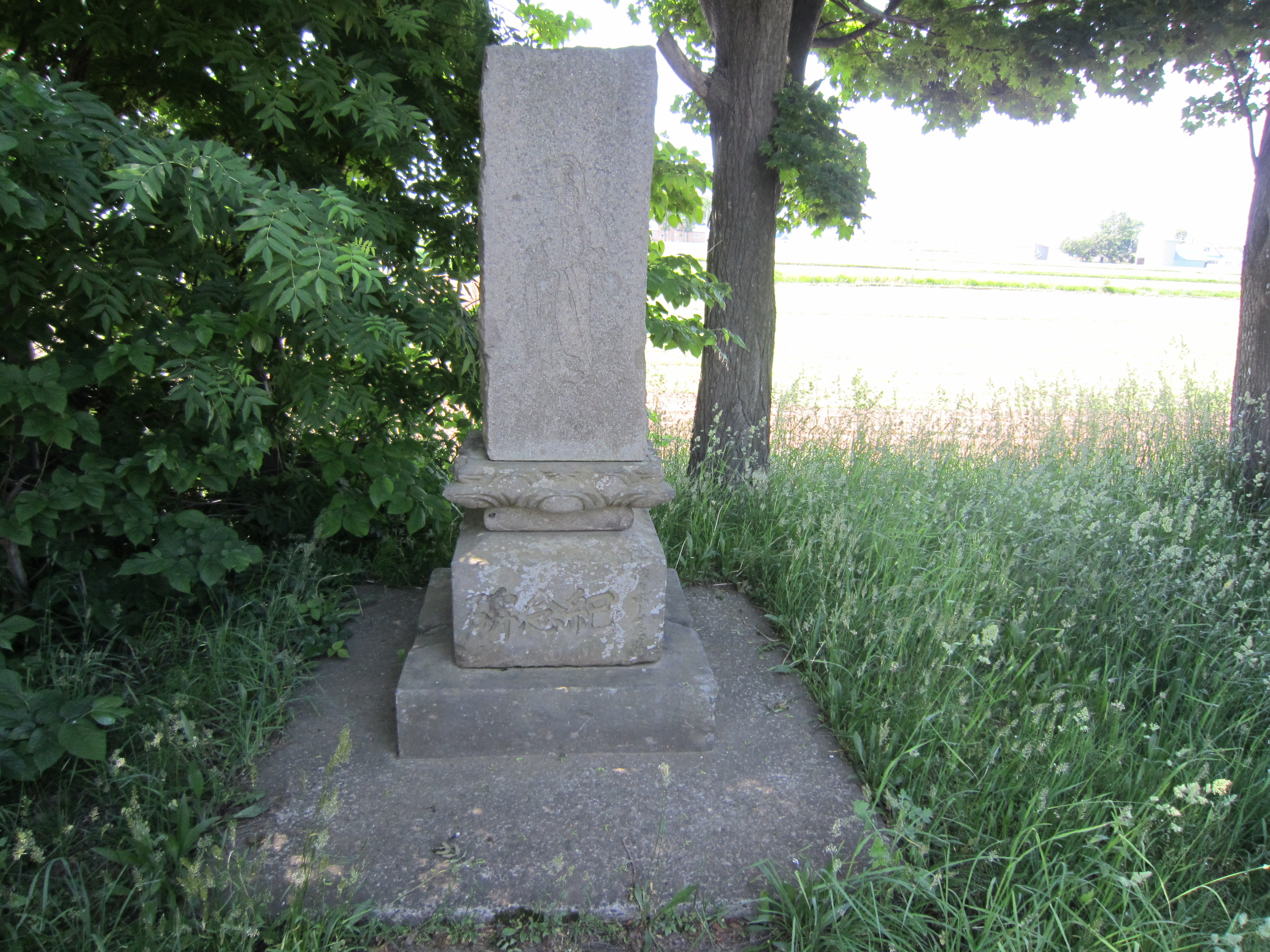
佐々木トメ老婆紀念碑

佐々木トメ老婆紀念碑は、助産師として北生振の地域に貢献した佐々木トメを顕彰する石碑。1911年（明治44年）11月、トメが居住していた生振8線北45番地の北角に建立され、太平洋戦争終結後、生北神社の境内に移された。
全高195センチメートル。台座は札幌軟石製で3段階に分かれており、最上段は蓮華座となっている。棹石はおそらく札幌硬石製で、研磨された正面に慈母観音像が刻まれている。ただし、風化のため像の輪郭は明確でない。
観音像については、1965年（昭和40年）に清野孫市が寄贈した幟にある「児育観音菩薩」が正式な名前と思われる。本州各地にみられる「子育て観音」や「子安観音」の仲間であり、トメの故郷である岩手県盛岡市近辺で祀られている観音から分霊を受けた可能性が考えられる。特に、盛岡市内には子育て観音として有名な「小山観音」と「新庄観音」があり、両者とも3月17日が祭日となっていて、北生振の観音講と一致している。